# Wilm Hosenfeld
Wilhelm Adalbert Hosenfeld (Mackenzell, 2 de maio de 1895 — Stalingrado, 13 de agosto de 1952) foi um professor e, durante a Segunda Guerra Mundial, oficial do exército alemão, onde chegou à patente de Hauptmann (equivalente a capitão). Ele ajudou a esconder ou resgatar vários cidadãos poloneses, incluindo judeus, quando o país encontrava-se sob ocupação nazista. Ele foi feito prisioneiro pelo Exército Vermelho e morreu em cativeiro soviético em 1952.
A outubro de 2007, Hosenfeld foi postumamente honrado pelo presidente polaco Lech Kaczyński com a Cruz de Comandante da Ordem da Polônia Restituta. Em junho de 2009, Hosenfeld foi reconhecido postumamente em Yad Vashem (memorial oficial de Israel para as vítima do Holocausto) como um dos Justos entre as nações.

## Início de vida e Primeira Guerra Mundial
Hosenfeld nasceu na família de um professor Católico Romano piedoso a viver perto de Fulda. A sua vida familiar tinha um caráter católico, e trabalhos cristão para a caridade teve ênfase durante a sua educação. Ele foi influenciado pela Ação Católica e por trabalho social inspirado pela igreja, e também por obediência prussiana, por patriotismo alemão, e, durante o seu casamento, pelo pacifismo crescente da sua mulher, Annemarie. Ele também foi influenciado pelo movimento Wandervogel (um grupo político de juventude alemão) e pelos seus aderentes. Desde 1914, ele serviu ativamente na Primeira Guerra Mundial, e depois de ser ferido gravemente em 1917, Hosenfeld recebeu a Segunda Classe da Cruz de Ferro.

## Segunda Guerra Mundial
Hosenfeld foi convocado para o Wehrmacht em agosto de 1939 e ficou destacado na Polónia em meados de setembro de 1939 até à sua captura pelo Exército soviético a 17 de janeiro de 1945. O seu primeiro destino na Polónia foi Pabianice, onde ele esteve envolvido em construir e operar um campo de prisioneiros de guerra. Depois, foi destacado em Węgrów a dezembro de 1939, onde ele se manteve até o seu batalhão ser movido a 30km de Jadów no fim de maio de 1940. Ele foi finalmente transferido para Varsóvia em julho de 1940, onde ele passou o resto da guerra, na sua maioria, ligado ao Wach-Bataillon (batalhão de guarda) 660, parte do Wach-Regiment Warschau (Regimento de Guarda de Varsóvia) no qual serviu como oficial do estado-maior e como o oficial de desporto do batalhão. Ele foi responsável pelos eventos desportivos no Estádio do Exército em Varsóvia.
Membro do Partido nazi desde 1935, com o passar do tempo Hosenfeld ficou decepcionado com o partido e as suas políticas, especialmente como ele viu como os Polacos, e especialmente Judeus, eram tratados. Ele e vários outros oficiais do exército alemão sentiram compaixão por todas as pessoas da Polónia ocupada. Envergonhados com o que alguns dos seus conterrâneos faziam, eles ofereceram ajudar aquele que podiam, quando possível.
Hosenfeld tornou-se amigo de vários polacos e até fez um esforço para aprender a sua língua. Ele também ia à Missa, recebia a Eucaristia, e confessava-se em igrejas polacas, mesmo que fosse proibido. As suas ações em favor dos polacos começou tão cedo quanto o outono de 1939, quando contra regulações ele permitiu que prisioneiros de guerra polacos tivessem acesso às suas famílias e até impulsionou com sucesso a libertação adiantada de pelo menos um. Durante o seu tempo em Varsóvia, Hosenfeld usou a sua posição para dar refúgio às pessoas, independentemente do seu histórico, incluindo pelo menos um alemão étnico anti-nazi politicamente perseguido, que estivessem em risco de perseguição, até presos pela Gestapo, algumas vezes arranjando-lhes papéis que eles precisassem e trabalhos no estádio desportivo que estava sob o seu comando. Hosenfeld rendeu-se aos soviéticos em Błonie, uma pequena cidade a cerca de 30 km a oeste da Varsóvia, com os homens da companhia Wehrmacht que ele liderava.

## Prisão e morte
Ele foi condenado a 25 anos de trabalhos forçados por alegados crimes de guerra, por conta da afiliação da sua unidade. Numa carta de 1946 para a sua mulher na Alemanha Ocidental, Hosenfeld nomeou os judeus que ele salvou e implorou-lhe para os contactar e pedir-lhes para tratarem da sua libertação.
Em 1950, o pianista Władysław Szpilman aprendeu o nome do oficial alemão que lhe ofereceu ajuda em 1944. Depois de muita introspeção, Szpilman procurou a intercessão de um homem que ele tinha em privado considerado "um canalha", Jakub Berman, o chefe da polícia secreta polaca. Dias depois, Berman visitou a casa de Szpilman e disse que não havia algo que ele pudesse fazer. Ele adicionou, "Se o teu alemão ainda estivesse na Polónia, então podíamos ir tirá-lo de lá. Mas os nossos camaradas na União Soviética não vão deixar ir. Eles dizem que o oficial pertencia a um destacamento envolvido com espionagem — então não há nada que possamos fazer como polacos, e eu não tenho poder".
Szpilman nunca acreditou nas alegações de impotência de Berman. Numa entrevista com Wolf Biermann, Szpilman descreveu Berman como "todo poderoso pela graça de Stalin," e lamentou, "Então eu aproximei-me ao pior patife do lote, e não fez nada de bom." Hosenfeld morreu num campo de prisão soviético a 13 de agosto de 1952, pouco depois das 22.00, de uma rutura da aorta torácica, possivelmente sofrida durante a tortura.

## Comemoração
Em 2002, O Pianista, um filme baseado na autobiografia de Szpilman com o mesmo nome, retratou o resgate de Władysław Szpilman por Hosenfeld, Hosenfeld foi interpretado por Thomas Kretschmann.
Em outubro de 2007, Hosenfeld foi honrado postumamente pelo presidente polaco Lech Kaczyński com a  Cruz de Comandante da Ordem da Polônia Restituta.
O filho de Szpilman, Andrzej Szpilman, à muito tinha apelado para que o Yad Vashem reconhecesse Wilm Hosenfeld como um dos Justos entre as nações, não-judeus que arriscaram as suas vidas para salvar judeus. Junto dele, a família Szpilman e milhares de outros pediram que Hosenfeld fosse honrado desta maneira pelos seus atos de gentileza durante a guerra.[carece de fontes?]
A 25 de novembro de 2008, Yad Vashem reconheceu postumamente Hosenfeld como um dos Justos entre as nações. A 19 de junho de 2009, diplomatas israelitas presentearam o filho de Hosenfeld, Detlev, com o prémio, em Berlim.
A 4 de dezembro de 2011, uma placa comemorativa em polaco e inglês foi revelada na Avenida Niepodległości 223 em Varsóvia, o local onde Hosenfeld descobriu Szpilman, na presença da filha de Hosenfeld, Jorinde.

## Prémios e condecorações
- Cruz de Ferro de 1914, 2ª classe (1917)
- Cruz de Honra da Guerra Mundial 1914/1918
- Distintivo de Ferido em Preto (1918)
- Distintivo de Desportos-SA em Bronze
- Cruz de Comandante da Ordem da Polônia Restituta (Polónia, outubro de 2007)
- Justos entre as nações (25 de novembro de 2008)

## Também Ver
- Oskar Schindler
- Ángel Sanz Briz
- Karl Plagge
- Albert Göring
- John Rabe
- Raoul Wallenberg
- Aristides de Sousa Mendes